# Запаси солі в Україні
Запаси солі в Україні - поклади солі на території держави.

## Основні родовища

Гірнича виробка у соляній шахті Соледару, Донецька область.

Квітка з кам'яної солі. Виконана на стінці виробки у соляній шахті. м. Соледар.

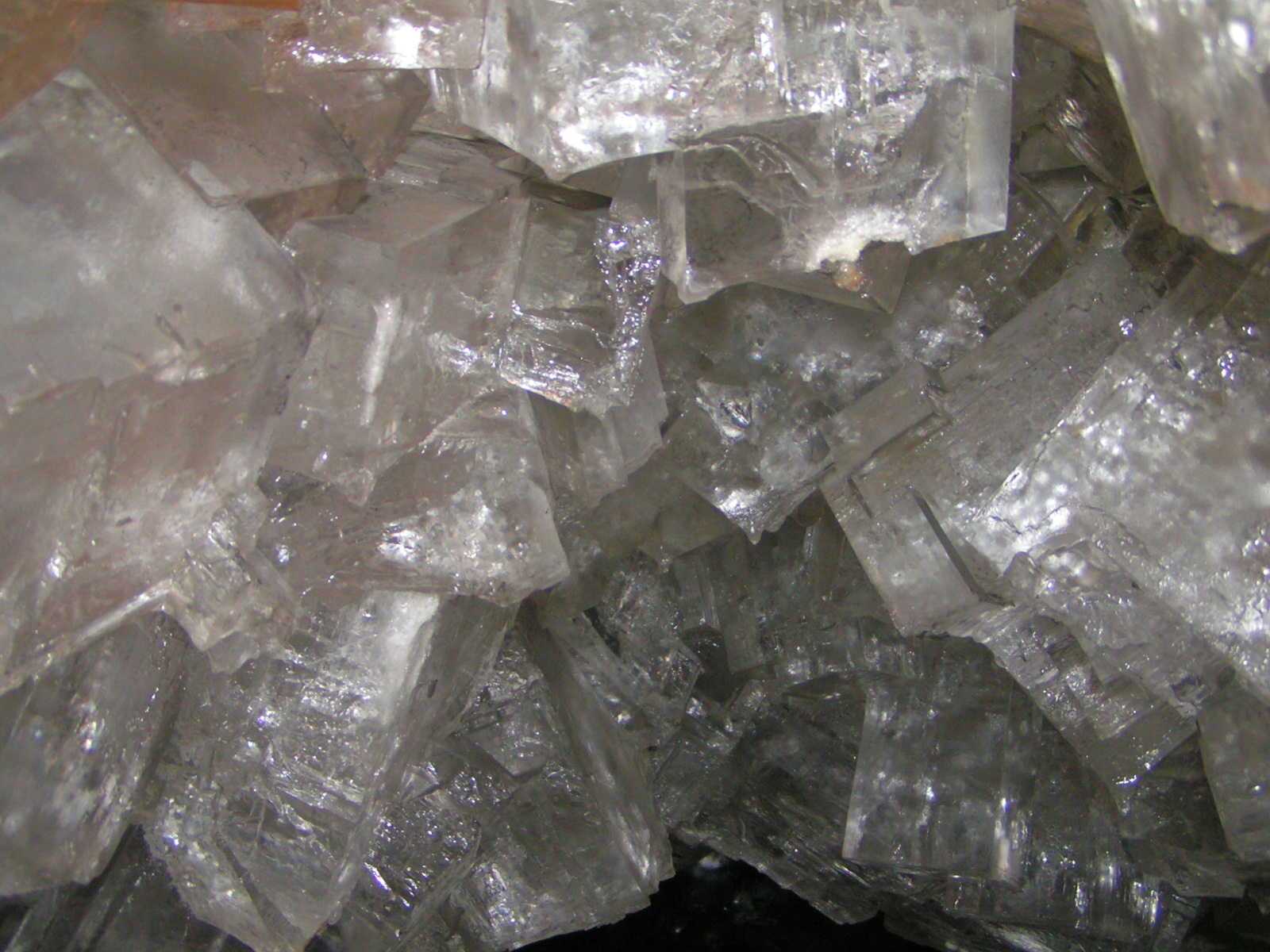
Кристали кам'яної солі з соляної копальні «Величка».

По категоріях А+В+C1 станом на початок ХХІ ст. становлять 16,7 млрд т. Родовища кам'яної солі зосереджені на Донбасі, у Дніпровсько-Донецькій западині, на Передкарпатті, Закарпатті та в озерах і лиманах Чорного і Азовського морів. Державним балансом запасів враховано 14 родовищ кухонної солі, в тому числі: 8 — кам'яної, 2 — солі-ропи, 3 — соляних розсолів, 1 — кам'яної зі шламу.
- Донецька область. Найбагатші соленосні родовища на Донбасі (15,1 млрд т категорії А+В+C1) пов'язані з нижньо-пермськими відкладами, поширеними у межах Бахмутської та Кальміусько-Торезької улоговин. Потужність соляних шарів 19 220 м, глибина залягання від до 1110 м.

- На Передкарпатті міоценова соленосна смуга простягається на 230 км при ширині до 10 км; потужність шарів від 0,2 до 50-70 м, глибина залягання від 14 до 170 м; близько 200 солепроявів (Івано-Франківська обл.: кам'яна сіль — 34,9 млн т, розсіл — 674 тис. т; Львівська обл.: кам'яна сіль — 302,4 млн т, розсіл — 202 тис. т).

- На Закарпатті сіль (кам'яна — 349 млн т. категорії А+В+C1) присутня у міоценовій смузі до 300 км; на українській етнічній території близько 30 солепроявів, з них використано Солотвинський над Тисою.

- Крим. Солоні озера і лимани над Чорним і Азовським морями теж мають великі запаси солі, зокрема в Криму (в ропі — 72,3 млн т. категорії А+В+C1) групи: Євпаторійська, Сивашська і Керчинська).

- Слобожанщина. У Харківській області локалізовано кам'яної солі 390,9 млн т, у Сумській області — 435,9 млн т. (категорії А+В+C1).